# Liste der Kulturgüter in Buochs
Die Liste der Kulturgüter in Buochs enthält alle Objekte in der Gemeinde Buochs im Kanton Nidwalden, die gemäss der Haager Konvention zum Schutz von Kulturgut bei bewaffneten Konflikten, dem Bundesgesetz vom 20. Juni 2014 über den Schutz der Kulturgüter bei bewaffneten Konflikten sowie der Verordnung vom 29. Oktober 2014 über den Schutz der Kulturgüter bei bewaffneten Konflikten unter Schutz stehen.
Objekte der Kategorie A sind im Gemeindegebiet nicht ausgewiesen, Objekte der Kategorie B sind vollständig in der Liste enthalten, Objekte der Kategorie C fehlen zurzeit (Stand: 1. Januar 2023).

## Kulturgüter
| Foto |                                                                                    | Objekt                                                 | Kat. | Typ | Standort                               | Beschreibung |
| ---- | ---------------------------------------------------------------------------------- | ------------------------------------------------------ | ---- | --- | -------------------------------------- | ------------ |
| ja   | Datei hochladen · Wikidata zu Blauhaus (Q29786112)                                 | Blauhaus KGS-Nr.: 04155                                | B    | G   | Güterstrasse 7 674471 / 202675         |              |
| ja   | Datei hochladen · Wikidata zu Herrensitz mit Loretokapelle (Q29786117)             | Herrensitz mit Loretokapelle KGS-Nr.: 04157            | B    | G   | Ennerberg 1, 1.1 673293 / 202070       |              |
| ja   | Datei hochladen · Wikidata zu Fadenbrücke (Q29786113)                              | Fadenbrücke KGS-Nr.: 04158                             | B    | G   | Fadenbrücke 673265 / 202562            |              |
| ja   | Datei hochladen · Wikidata zu Häuser (Q29786115)                                   | Häuser KGS-Nr.: 04159                                  | B    | G   | Beckenriedstrasse 2, 4 674788 / 202971 |              |
| ja   | Datei hochladen · Wikidata zu Hotel Krone (Q29786119)                              | Hotel Krone KGS-Nr.: 04160                             | B    | G   | Dorfplatz 2, 2a 674728 / 202950        |              |
| ja   | Datei hochladen · Wikidata zu Pfarrkirche St. Martin mit Beinhaus (Q29786120)      | Pfarrkirche St. Martin mit Beinhaus KGS-Nr.: 04161     | B    | G   | Güterstrasse 19, 19.1 674680 / 202719  |              |
| ja   | Datei hochladen · Wikidata zu Obgasskapelle Sieben Schmerzen Mariä (Q29786124)     | Obgasskapelle Sieben Schmerzen Mariä KGS-Nr.: 04163    | B    | G   | Ennerbergstrasse 31.1 674276 / 202670  |              |
| ja   | Datei hochladen · Wikidata zu Seehotel Rigiblick (Q29786125)                       | Seehotel Rigiblick KGS-Nr.: 04164                      | B    | G   | Seeplatz 3 675092 / 203159             |              |
| ja   | Datei hochladen · Wikidata zu Villa Dr. Blunschi (Q29786127)                       | Villa Dr. Blunschi KGS-Nr.: 04165                      | B    | G   | Quai 1 675056 / 203208                 |              |
| BW   | Datei hochladen · Wikidata zu Wohnhaus (Bürgerheim) (Q121898928)                   | Wohnhaus (Bürgerheim) KGS-Nr.: 16838                   | B    | G   | Bürgerheimstrasse 2 674590 / 203172    |              |
| ja   | Datei hochladen · Wikidata zu Wohnhaus (Q121920158)                                | Wohnhaus KGS-Nr.: 16839                                | B    | G   | Dorfstrasse 13 674767 / 202802         |              |
| BW   | Datei hochladen · Wikidata zu Wohnhaus (Fischmatt) (Q121921056)                    | Wohnhaus (Fischmatt) KGS-Nr.: 16841                    | B    | G   | Fischmattstrasse 19 674949 / 203232    |              |
| BW   | Datei hochladen · Wikidata zu Speicher Herti (Q121923889)                          | Speicher Herti KGS-Nr.: 16842                          | B    | G   | Herti 2 674038 / 202308                |              |
| ja   | Datei hochladen · Wikidata zu Kapelle St. Sebastian, Nothelferkapelle (Q121927659) | Kapelle St. Sebastian, Nothelferkapelle KGS-Nr.: 16843 | B    | G   | Schulstrasse 12 674919 / 202874        |              |
| BW   | Datei hochladen · Wikidata zu Wohnhaus (Unter Acheri) (Q121930538)                 | Wohnhaus (Unter Acheri) KGS-Nr.: 16844                 | B    | G   | Unter Acheri 1 675437 / 202531         |              |
| BW   | Datei hochladen · Wikidata zu Wohnhaus (Unter Erliziel) (Q121932401)               | Wohnhaus (Unter Erliziel) KGS-Nr.: 16845               | B    | G   | Unter Erliziel 1 673594 / 201574       |              |
| ja   | Datei hochladen · Wikidata zu Speicher Zillern (Q121938766)                        | Speicher Zillern KGS-Nr.: 16846                        | B    | G   | Zillern 1.2 675097 / 202454            |              |
| BW   | Datei hochladen · Wikidata zu Bauernhaus (Q121942031)                              | Bauernhaus KGS-Nr.: 16847                              | B    | G   | Städelimatte 1 674464 / 202146         |              |